# Orlen (Taunusstein)
Orlen ist ein Stadtteil von Taunusstein im südhessischen Rheingau-Taunus-Kreis.

## Geografische Lage
Benachbarte Orte sind Hambach, Oberlibbach, Neuhof, Wehen, Wingsbach, Eschenhahn und Ehrenbach.

## Geschichte

### Ortsgeschichte
Der Limes führte durch Orlen. Der Ort wurde im Jahre 1339 erstmals urkundlich erwähnt. 1583 hatte der Ort 91 Einwohner.
Hessische Gebietsreform (1970–1977)
Zum 1. Juli 1972 wurde die bis dahin selbständige Gemeinde Orlen im Zuge der Gebietsreform in Hessen auf freiwilliger Basis in die Stadt Taunusstein als Stadtteil eingegliedert.
Für Orlen wurde wie für die übrigen Stadtteile von Taunusstein ein Ortsbezirk mit Ortsbeirat und Ortsvorsteher gebildet.

### Verwaltungsgeschichte im Überblick
Die folgende Liste zeigt die Herrschaftsgebiete und Staaten, in denen Orlen lag, bzw. die Verwaltungseinheiten, denen es unterstand:
- 1566: Heiliges Römisches Reich, Grafschaft Nassau, Amt Idstein
- ab 1721: Heiliges Römisches Reich, Grafschaft Nassau-Ottweiler, Amt Idstein
- ab 1728: Heiliges Römisches Reich, Fürstentum Nassau-Usingen, Amt Idstein
- 1787: Heiliges Römisches Reich, Fürstentum Nassau-Usingen, Oberamt oder Herrschaft Idstein
- ab 1806: Herzogtum Nassau, Amt Idstein
- 1812: Herzogtum Nassau, Regierungsbezirk Wiesbaden, Amt Idstein
- ab 1816: Herzogtum Nassau[Anm. 1], Amt Wehen
- ab 1849: Herzogtum Nassau, Regierungsbezirk Wiesbaden, Kreisamt Langen-Schwalbach[Anm. 2]
- ab 1854: Herzogtum Nassau, Regierungsbezirk Wiesbaden, Amt Wehen
- ab 1867: Norddeutscher Bund[Anm. 3], Königreich Preußen, Provinz Hessen-Nassau, Regierungsbezirk Wiesbaden, Untertaunuskreis[Anm. 4]
- ab 1871: Deutsches Reich, Königreich Preußen, Provinz Hessen-Nassau, Regierungsbezirk Wiesbaden, Untertaunuskreis
- ab 1918: Deutsches Reich, Freistaat Preußen, Provinz Hessen-Nassau, Regierungsbezirk Wiesbaden, Untertaunuskreis
- ab 1944: Deutsches Reich, Freistaat Preußen, Provinz Nassau, Untertaunuskreis
- ab 1945: Amerikanische Besatzungszone, Groß-Hessen, Regierungsbezirk Wiesbaden, Untertaunuskreis
- ab 1946: Amerikanische Besatzungszone, Land Hessen, Regierungsbezirk Wiesbaden, Untertaunuskreis
- ab 1949: Bundesrepublik Deutschland, Land Hessen, Regierungsbezirk Wiesbaden, Untertaunuskreis
- ab 1968: Bundesrepublik Deutschland, Land Hessen, Regierungsbezirk Darmstadt, Untertaunuskreis
- ab 1972: Bundesrepublik Deutschland, Land Hessen, Regierungsbezirk Darmstadt, Untertaunuskreis, Stadt Taunusstein[Anm. 5]
- ab 1977: Bundesrepublik Deutschland, Land Hessen, Regierungsbezirk Darmstadt, Rheingau-Taunus-Kreis, Stadt Taunusstein

### Bevölkerung
Einwohnerentwicklung
 Quelle: Historisches Ortslexikon
- 1593: 18 Haushaltungen
- 1615: 28 Haushaltungen
- 1629: 28 Haushaltungen
- 1670: 07 Haushaltungen

| Orlen: Einwohnerzahlen von 1821 bis 2020 | Orlen: Einwohnerzahlen von 1821 bis 2020 | Orlen: Einwohnerzahlen von 1821 bis 2020 | Orlen: Einwohnerzahlen von 1821 bis 2020 | Orlen: Einwohnerzahlen von 1821 bis 2020 |
| --- | ---------------------------------------- | ---------------------------------------- | ---------------------------------------- | ---------------------------------------- |
| Jahr |                                          |                                          |                                          | Einwohner                                |
| 1821 | 1821                                     |                                          | 186                                      | 186                                      |
| 1834 | 1834                                     |                                          | 276                                      | 276                                      |
| 1840 | 1840                                     |                                          | 284                                      | 284                                      |
| 1846 | 1846                                     |                                          | 291                                      | 291                                      |
| 1852 | 1852                                     |                                          | 310                                      | 310                                      |
| 1858 | 1858                                     |                                          | 314                                      | 314                                      |
| 1864 | 1864                                     |                                          | 332                                      | 332                                      |
| 1871 | 1871                                     |                                          | 292                                      | 292                                      |
| 1875 | 1875                                     |                                          | 286                                      | 286                                      |
| 1885 | 1885                                     |                                          | 288                                      | 288                                      |
| 1895 | 1895                                     |                                          | 323                                      | 323                                      |
| 1905 | 1905                                     |                                          | 347                                      | 347                                      |
| 1910 | 1910                                     |                                          | 364                                      | 364                                      |
| 1925 | 1925                                     |                                          | 385                                      | 385                                      |
| 1939 | 1939                                     |                                          | 370                                      | 370                                      |
| 1946 | 1946                                     |                                          | 587                                      | 587                                      |
| 1950 | 1950                                     |                                          | 529                                      | 529                                      |
| 1956 | 1956                                     |                                          | 493                                      | 493                                      |
| 1961 | 1961                                     |                                          | 475                                      | 475                                      |
| 1967 | 1967                                     |                                          | 549                                      | 549                                      |
| 1970 | 1970                                     |                                          | 558                                      | 558                                      |
| 1980 | 1980                                     |                                          | ?                                        | ?                                        |
| 1990 | 1990                                     |                                          | ?                                        | ?                                        |
| 2000 | 2000                                     |                                          | 1.202                                    | 1.202                                    |
| 2011 | 2011                                     |                                          | 1.185                                    | 1.185                                    |
| 2015 | 2015                                     |                                          | 1.214                                    | 1.214                                    |
| 2020 | 2020                                     |                                          | 1.190                                    | 1.190                                    |
| Datenquelle: Historisches Gemeindeverzeichnis für Hessen: Die Bevölkerung der Gemeinden 1834 bis 1967. Wiesbaden: Hessisches Statistisches Landesamt, 1968. Weitere Quellen: LAGIS; Stadt Taunusstein; Zensus 2011 |                                          |                                          |                                          |                                          |

Religionszugehörigkeit
| • 1885: | 284 evangelische (= 98,61 %), vier katholische (= 1,39 %) Einwohner |
| • 1961: | 368 evangelische (= 77,47 %), 95 katholische (= 20,00 %) Einwohner  |

## Politik
Für Orlen besteht ein Ortsbezirk (Gebiete der ehemaligen Gemeinde Orlen) mit Ortsbeirat und Ortsvorsteher nach der Hessischen Gemeindeordnung.
Der Ortsbeirat besteht aus sieben Mitgliedern. Seit den Kommunalwahlen 2021 gehören ihm drei parteilose Mitglieder für die SPD, ein Mitglied der SPD und drei Mitglieder der CDU an. Ortsvorsteher ist Malte Kammhöfer (parteilos, für die SPD).

## Kultur und Sehenswürdigkeiten

### Bauwerke

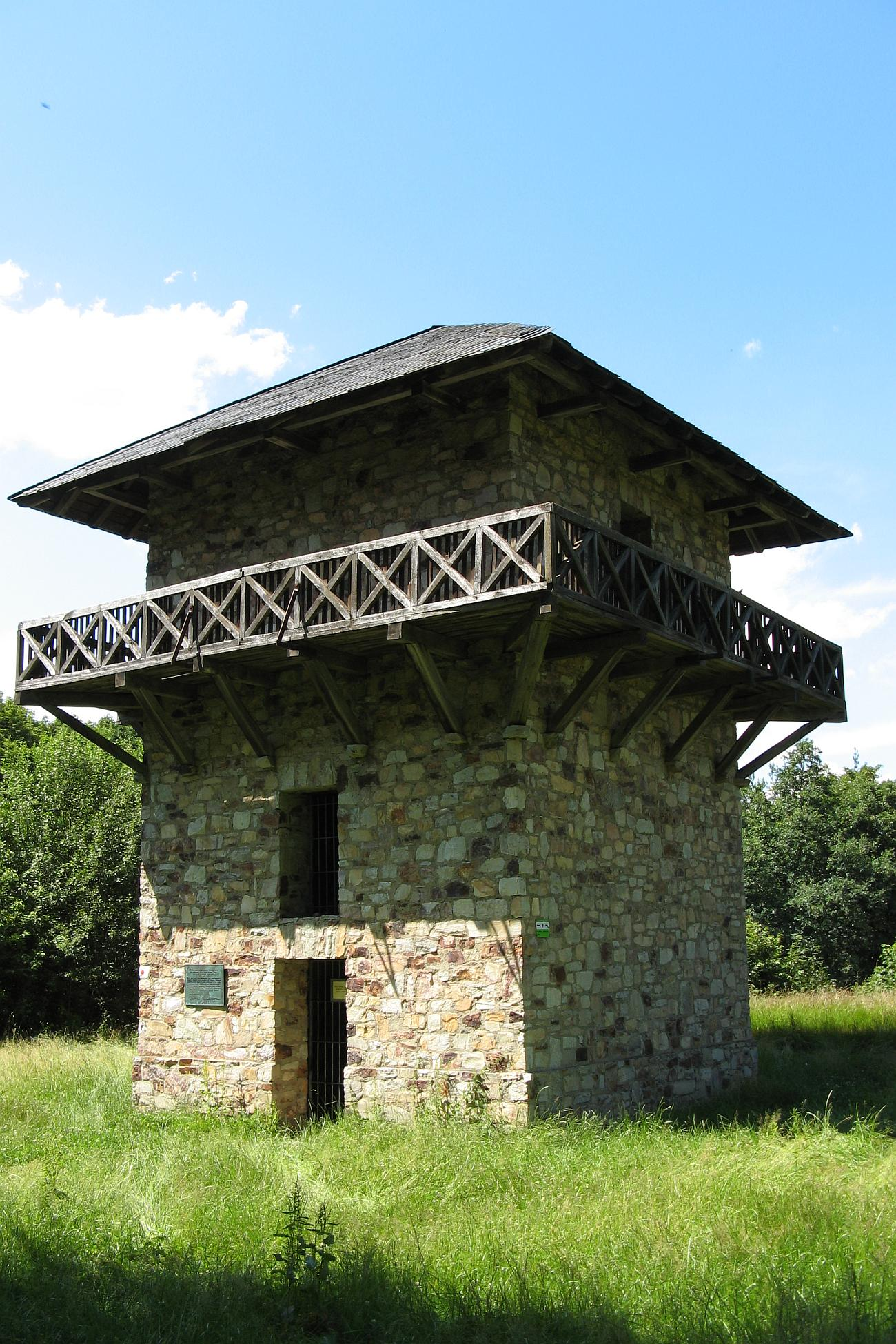
Rekonstruierter Limes-Wachturm Wp 3/15 am Kastell Zugmantel

- Ein nachgebauter Römerturm am Limes
- Kastell Zugmantel, Überreste eines römischen Kastells
- Ev. Kirche aus dem 16. Jahrhundert

### Naturdenkmäler
- Quelle der Aar
- Lindengruppe auf dem Marktplatz

### Kulturdenkmäler
- Hintergasse 4; Hofreite
- Mittelgasse; Evangelische Kirche
  - Kriegerdenkmal
- Mittelgasse 10; Dreiseithofreite
- Untergasse 11; Wohnhaus

### Sport
- Sportplatz am Zugmantel
- Sporthalle
- Sportverein SG Orlen (Fußball, Turnen, Radsport, Hapkido)

### Regelmäßige Veranstaltungen
Besonders erwähnenswert ist der regional bekannte und beliebte Orler Markt, der jährlich am vorletzten Freitag im Juli auf dem historischen Marktplatz unter den Linden an der B 417 stattfindet.
Außerdem finden jährlich der traditionelle Frühschoppen der Freiwilligen Feuerwehr und alle zwei Jahre das Dorfplatzfest (vormals Kartoffelfest) statt. Seit 2004 gibt es auch einen Weihnachtsmarkt im Dezember.
Seit 1997 finden jährlich im November öffentliche Theateraufführungen für Kinder und Erwachsene der im Ort ansässigen Theatergruppe Wundertüte statt. Außerdem gibt es ein Osterfeuer und eine Kappensitzung sowie den Verein Lebendiges Orlen.

## Wirtschaft und Infrastruktur

### Ansässige Unternehmen
- Waffel Löser GmbH & Co. KG: Waffelherstellung sowie Maschinenbau von Backautomaten
- Ein neues Gewerbegebiet (Orlener Stock) zur Ansiedelung von ca. 4 größeren Firmen ist im Bau. Die Erweiterung des Gewerbegebiets wurde im Mai 2018 beschlossen.[10] Bereits im Gewerbegebiet befindet sich die Expotechnik und gegenüber eine Deponie.

### Verkehr
Orlen liegt an der Landesstraße L 3470 Niederlibbach – Hambach – Orlen – Wehen.
Die Rheingau-Taunus-Verkehrsgesellschaft (RTV) ist die lokale Nahverkehrsgesellschaft des Rheingau-Taunus-Kreis. Sie ist Gesellschafterin des Rhein-Main-Verkehrsverbundes.
Durch den Ort führt der Deutsche Limes-Radweg. Dieser folgt dem Obergermanisch-Raetischen Limes über 818 km von Bad Hönningen am Rhein nach Regensburg an der Donau.

### Öffentliche Einrichtungen
- Betriebshof der Stadt Taunusstein
- Freiwillige Feuerwehr
- Wertstoffhof des EAW (Eigenbetrieb Abfallwirtschaft Rheingau-Taunus-Kreis)
- Evangelische Kirche

### Bildung
Im Ort gibt es einen städtischen Kindergarten.